# Voiturettes Clem
Voiturettes Clem war ein französischer Hersteller von Automobilen.

## Unternehmensgeschichte
Gaston Bouvier, der vorher bei La Buire tätig war, gründete 1912 das Unternehmen Compagnie Lyonnaise d'Études Mécaniques in Lyon und begann mit einer Belegschaft von 20 Personen mit der Produktion von Automobilen. Der Markenname lautete Clem. Pro Monat entstanden etwa 10 Fahrzeuge. Im Februar 1914 verließ Bouvier das Unternehmen. Die Nachfolger benannten es in Société des Voiturettes Clem, G. Gineste-Lacaze et Compagnie um. Im gleichen Jahr endete die Produktion.

## Fahrzeuge
Zunächst gab es das Modell 7 CV mit einem Vierzylindermotor von Fondu mit 1130 cm³ Hubraum. Das Fahrgestell stammte von Dupressoir. Die Karosserie bot Platz für zwei Personen. 1914 ergänzte das größere Modell 8/10 CV das Angebot, dessen Motor über 1320 cm³ Hubraum verfügte. Dieses Modell war auch als Viersitzer erhältlich.